# Зыково (Устюженский район)
Зыково — деревня в Устюженском районе Вологодской области.
Входит в состав Залесского сельского поселения, с точки зрения административно-территориального деления — в Залесский сельсовет.
Расстояние по автодороге до районного центра Устюжны — 27 км, до центра муниципального образования деревни Малое Восное — 1 км. Ближайшие населённые пункты — Залесье, Малая Дубровочка, Малое Восное.
Население по данным переписи 2002 года — 27 человек (10 мужчин, 17 женщин). Всё население — русские.